# Ernst Hufschmid (håndboldspiller)
 For alternative betydninger, se Ernst Hufschmid. (Se også artikler, som begynder med Ernst Hufschmid)
Ernst Hufschmid (født 9. oktober 1910) var en schweizisk håndboldspiller som deltog under Sommer-OL 1936.
Han var en del af det schweiziske håndboldlandshold, som vandt en bronzemedalje. Han spillede i alle fire kampe.